# Лабораторијске боце
Лабораторијске боце спадају у лабораторијско посуђе. Могу бити у разним облицима, али за све је заједничко „тело“ на које се наставља врат који се завршава отвором. Величина лабораторијских боца одређена је њиховом запремином. Лабораторијске боце се производе од стакла, мада такође могу бити направљене и од пластике.
На отвору се може налазити спој од брушеног стакла (тзв. шлиф). Такве боце, а нарочито волуметријске, имају чеп којим се затвара отвор на врху. Чеп може бити од стакла или пластике. Лабораторијске боце које немају шлифовани отвор, могу бити затвореме гуменим или пластичним чепом.
Лабораторијске боце се користе за припрему раствора, чување и мерење супстанци, извођење хемијских реакција или осталих процеса, као што су мешање, загревање, хлађење, растварање, таложење, кључање или анализа.
Поједина опрема се данас израђује од пластике, која је јефтинија и издржљивија.
- Гуч-боца.
- Гуч-боца са Бихнеровим левком.
- Ерленмајер.
- Ерленмајер са шлифованим чепом.
- Балони.
- Нормални судови.
- Реагенс боце (у средини).
- Реторта.
- Пластична шприц боца.